# Innsbrook
Innsbrook és una població dels Estats Units a l'estat de Missouri. Segons el cens del 2000 tenia 469 habitants.

## Demografia
Segons el cens del 2000, Innsbrook tenia 469 habitants, 222 habitatges, i 172 famílies. La densitat de població era de 20,2 habitants per km².
Dels 222 habitatges en un 9% hi vivien nens de menys de 18 anys, en un 75,2% hi vivien parelles casades, en un 0,5% dones solteres, i en un 22,1% no eren unitats familiars. En el 16,2% dels habitatges hi vivien persones soles el 5,9% de les quals corresponia a persones de 65 anys o més que vivien soles. El nombre mitjà de persones vivint en cada habitatge era de 2,11 i el nombre mitjà de persones que vivien en cada família era de 2,31.
Per edats la població es repartia de la següent manera: un 9% tenia menys de 18 anys, un 2,6% entre 18 i 24, un 11,1% entre 25 i 44, un 49% de 45 a 60 i un 28,4% 65 anys o més.
L'edat mediana era de 58 anys. Per cada 100 dones de 18 o més anys hi havia 95 homes.
La renda mediana per habitatge era de 65.833 $ i la renda mediana per família de 70.156 $. Els homes tenien una renda mediana de 51.875 $ mentre que les dones 35.000 $. La renda per capita de la població era de 40.434 $. Entorn del 0,6% de les famílies i l'1,6% de la població estaven per davall del llindar de pobresa.

## Poblacions més properes
El següent diagrama mostra les poblacions més properes.